# Соколов, Иван Захарович
Иван Захарович Соколов (10 мая 1928 года, Чугуев, Харьковская губерния, СССР— 1 октября 1982 года, Кисловодск, РСФСР, СССР) — коммунистический политический деятель, чиновник. С 1952 года член ВКП(б). Депутат Верховного Совета СССР IX, X созывов. 1-й секретарь Орджоникидзевского районного комитета КП Украины (Харьков). 1-й секретарь Харьковского областного комитета КП Украины. Член ЦК КП Украины. Член ЦК КПСС.

## Биография
Родился 10 мая 1928 года в Чугуеве, Харьковской губернии в семье рабочего, русский.
С 1950 по 1961 год — помощник мастера, мастер, заместитель начальника, начальник цеха, заместитель секретаря, секретарь комитета КП Украины Харьковского тракторного завода имени С. Орджоникидзе.
С 1952 года член ВКП(б).
В 1956 году закончил Всесоюзный заочный политехнический институт.
С 1961 по июль 1963 года — 1-й секретарь Орджоникидзевского районного комитета КП Украины (Харьков).
С июля 1963 по декабрь 1964 года — 2-й секретарь Харьковского промышленного областного комитета КП Украины.
С декабря 1964 по 15 июня 1972 года — 2-й секретарь Харьковского областного комитета КП Украины.
С 18 марта 1966 по [[27 июля 1972 года — кандидат в члены ЦК КП Украины.
С 15 июня 1972 по февраль 1976 года — 1-й секретарь Харьковского областного комитета КП Украины.
С 27 июля 1972 по 1 октября 1982 года — член ЦК КП Украины.
С 14 сентября 1973 по 10 февраля 1976 года — кандидат в члены политбюро ЦК КП Украины.
С 13 февраля 1976 по 1 октября 1982 года — 2-й секретарь ЦК КП Украины.
С 13 февраля 1976 по 1 октября 1982 года — член политбюро ЦК КП Украины.
С 5 марта 1976 по 1 октября 1982 года — член ЦК КПСС.
Умер 1 октября 1982 года в Кисловодске (Ставропольский край).

## Награды
Награждён:
- Двумя орденами Ленина[1],
- Орденом Октябрьской Революции[1],
- Орденом Трудового Красного Знамени[1].

## Память
Похоронен в Киеве на Байковом кладбище.